# Davie Wilson
Davie Wilson (Glasgow, 1939. január 10. – 2022. június 14.) válogatott skót labdarúgó, csatár, edző.

## Pályafutása

### Klubcsapatban
1956 és 1967 között a Rangers, 1967 és 1972 között a Dundee United, 1972–73-ban a Dumbarton játékosa volt. A Rangers csapatával öt-öt skót bajnoki címet és kupagyőzelmet ért el. Tagja volt az 1960–61-es KEK-döntős együttesnek.

### A válogatottban
1960 és 1965 között 22 alkalommal szerepelt a skót válogatottban és tíz gólt szerzett.

### Edzőként
1974 és 1977 között a Dumbarton segédedzője, majd 1977 és 1980 között a vezetőedzője volt. 1980–81-ben a Kilmarnock csapatánál dolgozott segédedzőként. 1984 és 1986 között ismét a Dumbarton szakmai munkáját irányította. 1986–87-ben a Hamilton Academical csapatánál segédedző, 1987 és 1989 között a Queen of the South együttesénél vezetőedző volt.

## Sikerei, díjai

### Játékosként
Skócia
- Brit házibajnokság
  - győztes (3): 1961–62, 1962–63, 1963–64 (holtversenyben)

 Rangers
- Skót bajnokság
  - bajnok (5): 1956–57, 1958–59, 1960–61, 1962–63, 1963–64
- Skót kupa
  - győztes (5): 1960, 1962, 1963, 1964, 1966
- Skót ligakupa
  - győztes (3): 1961, 1962, 1965
- Kupagyőztesek Európa-kupája (KEK)
  - döntős: 1960–61

### Edzőként
Dumbarton
- Skót bajnokság – másodosztály
  - 2.: 1983–84 (feljutó)